# Kultura postfiguratywna
Kultura postfiguratywna, kultura nieocenionych przodków – według antropolożki Margaret Mead to typ kultury, w którym młodsze pokolenia przyswajają wzorce kulturowe od pokoleń starszych, dojrzewanie pociąga za sobą przejmowanie roli dorosłego.
Tego typu kultury są dominujące i charakterystyczne dla społeczeństw tradycyjnych, w których – ze względu na wysoki odsetek analfabetyzmu oraz zamknięcie jednostek w małych społecznościach – przekaz poziomy informacji, czyli w obrębie odrębnych kulturowo grup, jest znikomy.
W ujęciu memetyki w kulturach tego typu dominuje pionowy transfer memów.